# Burghead Fort

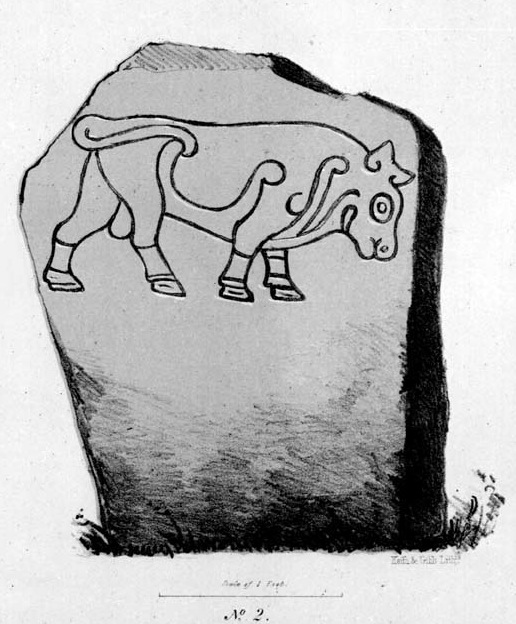
Zeichnung aus dem Jahr 1867: Felsplatte mit dem „Burghead Bull“

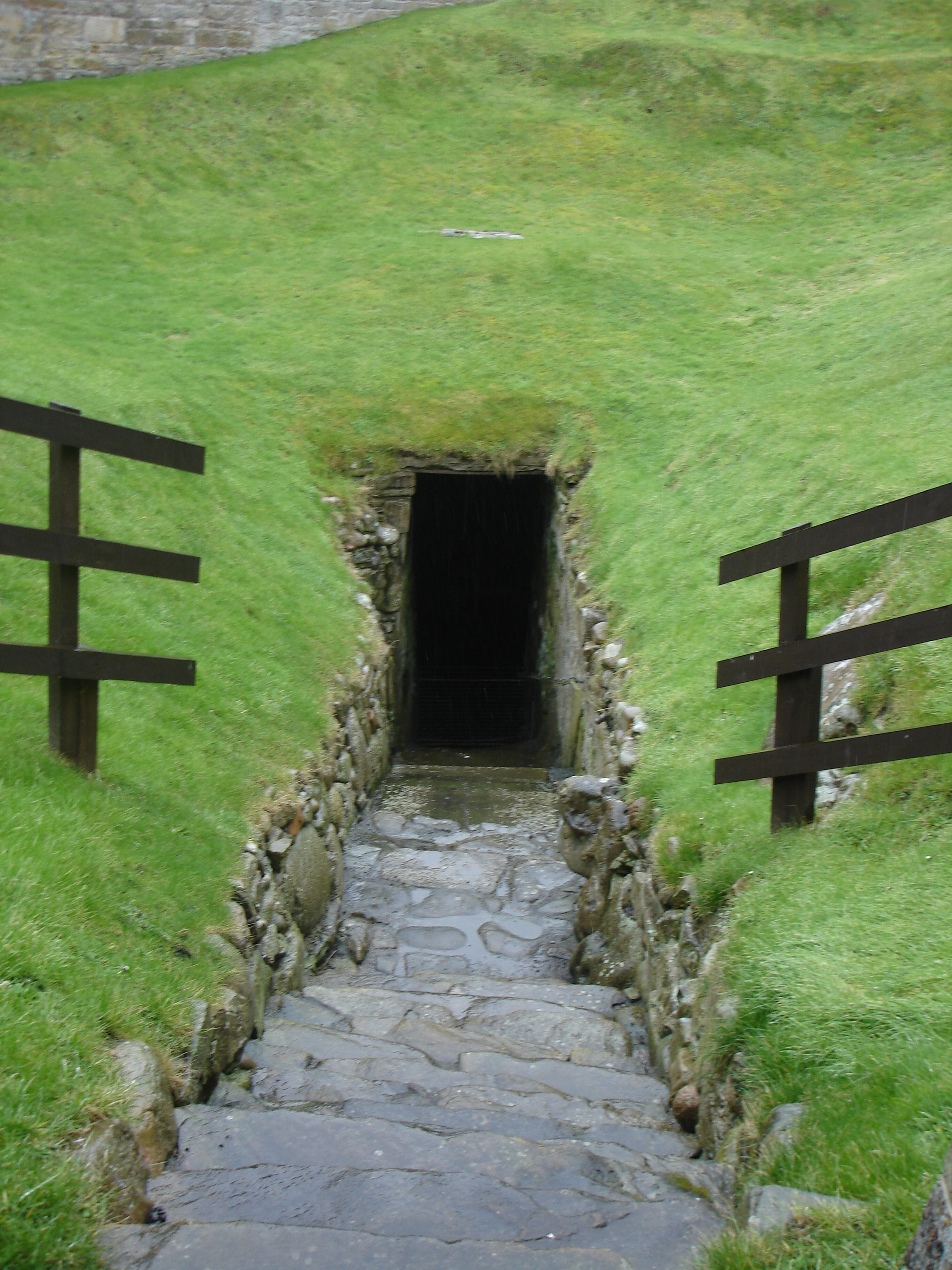
Eingang zur „Brunnenstube“ der Festung

Burghead Fort war ein piktisches Promontory Fort auf einer kleinen Halbinsel im Nordosten von Moray in der Region Grampian in Schottland und von 300 bis 800 wahrscheinlich die Hauptstadt des Königreichs Fortriu. Die Reste des Promontory Forts, das die strategische Lage der Halbinsel nutzte, wurden 1805 bis 1809 zu mehr als der Hälfte durch die Anlage der Stadt Burghead überbaut. Damals wurde die Befestigung noch für ein römisches Kastell gehalten.

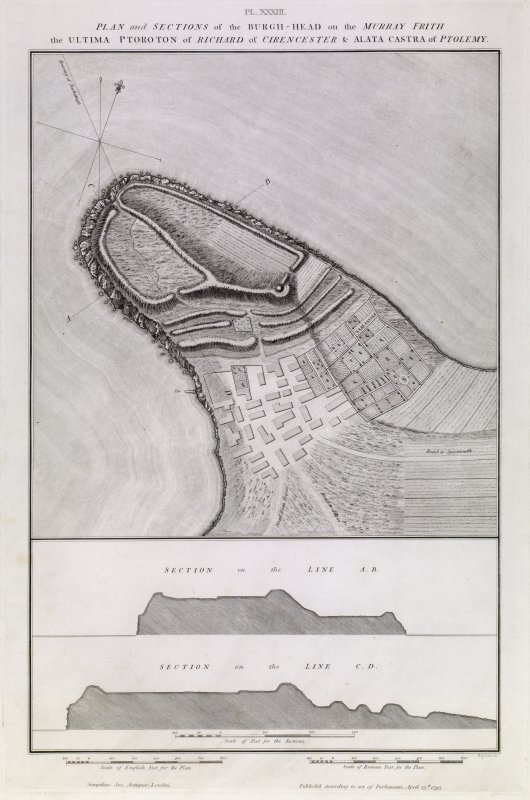
Burghead Fort – nach William Roy

## Beschreibung
Burghead ist mit einer Fläche von drei Hektar das größte bekannte piktische Fort. Vom Festland war die Halbinsel durch drei hohe Wälle und Gräben getrennt. Das Gebiet innerhalb der Abschnittswälle ist in einen oberen und einen unteren Bezirk unterteilt. Die Anlage wurde zwischen dem 4. und 6. Jahrhundert errichtet, im Jahre 742 als frühester Überfall auf die Britischen Inseln von Wikingern angegriffen und im 9. oder 10. Jahrhundert durch Feuer zerstört.
Die Bedeutung der Anlage wird durch Funde unterstrichen. Bei Ausgrabungen in der Befestigung wurden 30 Felsplatten mit Darstellungen gefunden. Sechs davon, die Stiere zeigen, sind heute unter dem Namen „Burghead Bulls“ bekannt. Eine dieser Steintafeln ist im British Museum zu sehen. Unweit des Forts wurde 1894 der Symbolstein von Easterton of Roseisle aufgefunden.

## Burghead Well
Die Burghead Well (Quelle) wurde im Zuge der im Jahre 1809 begonnenen Arbeiten an dem neuen Dorf Burghead wiederentdeckt. In einem Prozess, bei dem das Promontory Fort schwer in Mitleidenschaft gezogen wurde, galt es für das neue Dorf die zuverlässige Frischwasserquelle zu finden, die laut Überlieferung Teil des Forts gewesen war.
20 Steinstufen führten hinab in einen der geheimnisvollsten Orte in Schottland, einen quadratischen Raum von fünf Quadratmetern Fläche, der an der Basis einer Klippe in den natürlichen Fels geschnitten war. Innerhalb der Kammer war eine quadratische Öffnung im Boden auf allen Seiten von einem 0,9 m breiten Sims umgeben. Die mit Wasser aus einer unterirdischen Quelle gespeiste Quellgrube war 1,3 m tief. Während des Ausräumens der Kammer wurden verschiedene Objekte entdeckt, darunter ein Stein mit einem Stierrelief, einer von vielen in den Überresten des Forts gefundenen, ein Teil eines piktischen Steinkreuzes und eine Anzahl spanischer Münzen. Da die Menge des Wassers der Quelle zur Versorgung des neuen Dorfes jedoch nicht ausreichte, wurde der Brunnen aufgegeben.